# Такси 3
„Такси 3“ (на френски: Taxi 3) е френска екшън комедия от 2003 г., режисирана от Жерар Кравчик. С участието на Сами Насери, Фредерик Дифентал и Maрион Котияр, това е продължението на Taкси 2 и е предшественик на Taкси 4. Това е третата част от филмовата поредица Taкси.

## Сюжет
Група крадци, наричащи себе си бандата на Дядо Коледа, сеят хаос, използвайки костюми на Дядо Коледа, за да извършват обири, а полицията в Марсилия, както обикновено, не може да се справи. Началник Жибер (изигран от Бернард Фарси) е разсеян от китайски журналист (Бай Линг), който пише история за неговия отряд, и не може да спре крадците.
Съпругата на Емилиен, Петра, току-що обявява, че е бременна, а таксиметровият шофьор Даниел (Сами Насери) е в разгара на криза във връзката. Неговата многострадална приятелка Лили го е напуснала, след като го е намерила да персонализира таксито си в четири часа сутринта и се е оплакала, че къщата им се е превърнала в обикновен гараж и как Даниел е спрял да й обръща внимание.
След поредица от грешки, при които крадците надхитряват полицията отново и отново, журналистът е отвлечен. Става ясно, че журналистът е лидер на бандата на Дядо Коледа. Полицията тръгва да ги издирва, но Емилиен е заловен след нов неуспешен опит да ги арестува. Журналистът залага капан; тя оставя Емилиен вързан за стол в стар склад, точно на пътя на гигантска топка, която ще го смаже пет минути по-късно.
В последния момент Даниел се втурва с таксито си и го спасява. Те проследяват бандата до скривалището им в швейцарските планини, където журналистката и нейните съучастници са арестувани от екип от алпийски войски. Жибер се приземява в заледено езеро, след като скача от самолет с тях. Петра ражда, Даниел предлага брак на Лили и Жибер е видян да бъде бутан в инвалидна количка, покрита с лед.

## Актьорски състав
- Сами Насери – Даниел Моралес
- Фредерик Дифентал – Емилиен Кутан-Кербалек
- Maрион Котияр – Лили Бертино
- Бернард Фарси – комисар Жерар Жибер
- Eдуар Moнтуте – Aлен
- Eма Виклунд – Петра
- Бай Линг – Киу
- Жан-Кристоф Буве – генерал Eдмон Бертино
- Патрис Aбу – Рашид
- Клод Сесе – Плантон
- Aлен Давид – министърът
- Силвестър Сталоун – камео

## Видеоигри
Taкси 3 – базирана на филма Tакси 3. Издадена през 2003 г. от Ubisoft Montreal.

## В популярната култура
Началните заглавия са пародия на тези, представени във филмите с участието на Джеймс Бонд, и има няколко намигвания към канона 007 в целия филм, напр. Въртящият се регистрационен номер на Даниел и преследването със ски в кулминацията на филма.

## Дублаж

### Диема Вижън
| Озвучаващи артисти | Ани Василева Георги Георгиев-Гого Васил Бинев Борис Чернев |
| Преводач           | Даниела Донева                                             |
| Тонрежисьор        | Стефан Дучев                                               |

### Актьорски състав
- Сами Насери – Даниел Моралес
- Марион Котияр – Лили Бертино
- Фредерик Дифентал – Емилиен
- Ема Сьоберг (Ема Викланд) – Петра
- Бернард Фарси – комисар Жилбер
- Силвестър Сталоун – Пътник до летището (не е кредитиран)

## Филми от поредицата за „Такси“
Поредицата „Такси“ включва 6 филма:
- Такси (1998)
- Такси 2 (2000)
- Такси 3 (2003)
- Такси в Ню Йорк (2004)
- Такси 4 (2007)
- Такси 5 (2018)